# Seinen
 For alternative betydninger, se Seinen (flertydig). (Se også artikler, som begynder med Seinen)
Seinen (fransk: La Seine) er en flod i Frankrig, der løber 777 km fra sit udspring i Bourgogne til sit udløb i Den engelske kanal mellem Le Havre og Honfleur. På sin vej løber den bl.a. gennem Paris, Troyes og Rouen. Ifølge myten opstod Seinen som en flod, der udsprang af tårerne fra en nymfe, der blev forfulgt af en satyr[kilde mangler].
Seinen udspringer 470 m.o.h. ved Saint-Germain-Source-Seine i departementet Côte-d'Or. Floden afvander et areal på næsten 75.000 km², et område der rummer 30% af Frankrigs befolkning.

## Bifloder
Seinen har en række bifloder, som tæller (listet fra kilden):
- Ource (højre)
- Barse (højre)
- Aube (højre)
- Yonne (venstre)
- Loing (venstre)
- Almont (højre)
- Essonne (venstre)
- Orge (venstre)
- Yerres (højre)
- Marne (højre)
- Bièvre (venstre)
- Oise (højre)
- Aubette de Meulan (højre)
- Mauldre (venstre)
- Vaucouleurs (venstre)
- Epte (højre)
- Andelle (højre)
- Eure (venstre)
- Oison (venstre)
- Aubette (højre)
- Cailly (højre)
- Austreberthe (højre)
- Commerce (højre)
- Risle (venstre)
- Lézarde (højre)

## Galleri
- Seinens udspring
- Seinens højre bred nær Tuilerierne i Paris
- Seinens udløb i den engelske kanal. Le Havre i nord og Honfleur i syd
- Udsigt over Seinen fra Pont Mirabeau i Paris